# Fachwerkkirche

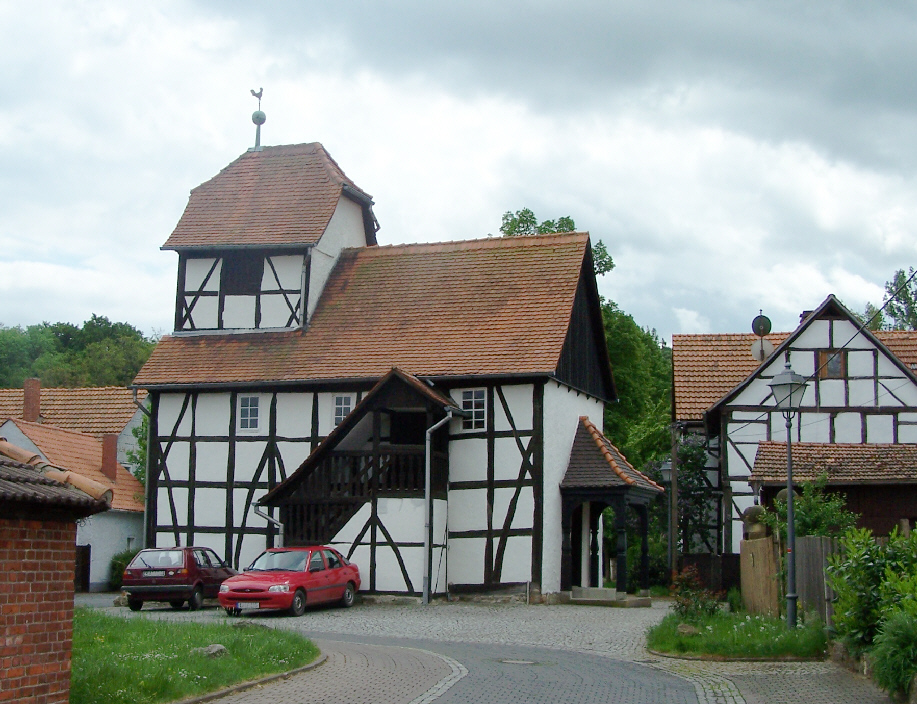
Fachwerkkirche Wartha, Thüringen

Eine Fachwerkkirche ist ein Kirchengebäude, dessen tragende Elemente wie beim Fachwerkhaus Holzbalken sind. Sie sind methodisch eine Untergruppe der Holzkirchen.
Besonders in folgenden Epochen wurden Fachwerkkirchen errichtet:
- Frühmittelalter: Kirchenbauten im fränkischen Herrschaftsbereich, siehe z. B. in Lechenich.
- Barock: Kirchenbauten im Norden und Osten Deutschlands sowie in der Champagne.
- 19. Jahrhundert: Der preußische Staat stellt Gemeinden vorbereitete Baupläne unter anderem für Schulen und Kirchen zur Verfügung (siehe Normalkirche Schinkels).

Fachwerkkirchen sind zumeist Dorfkirchen. Sie wurden vor allem in Gegenden errichtet, die arm an geeignetem Steinmaterial sind und in Orten, denen zur Bauzeit finanzielle Mittel für einen Steinbau fehlten.

## Deutschland
Nirgendwo in Deutschland gibt es so viele Fachwerkkirchen wie in Hessen, konzentriert im Vogelsberg und im Marburger Hinterland. 

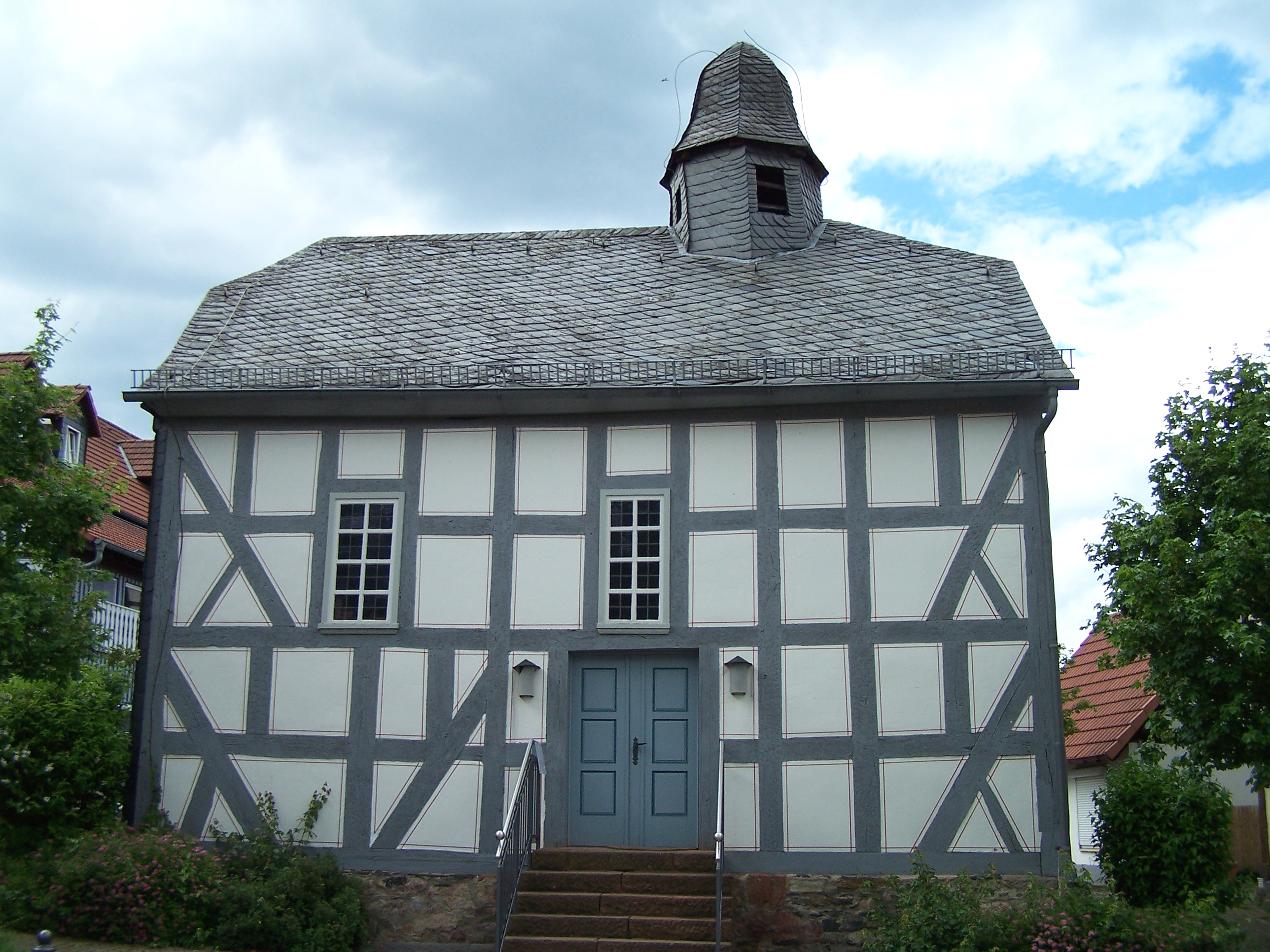
Fachwerkkirche in Kernbach (Marburger Land)

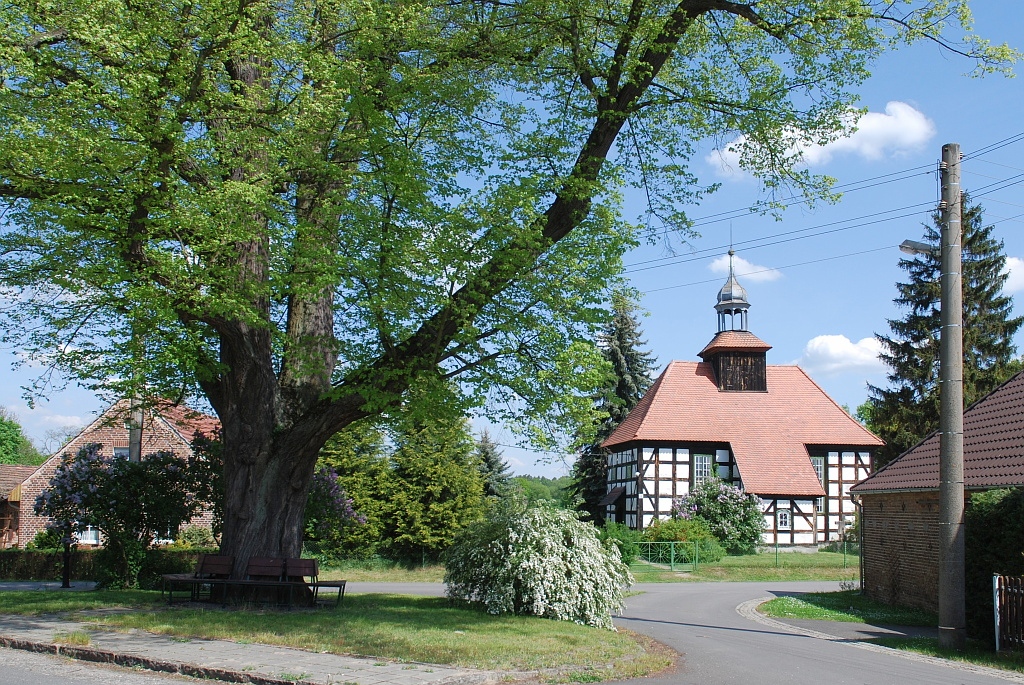
Fachwerkkirche in Pechern

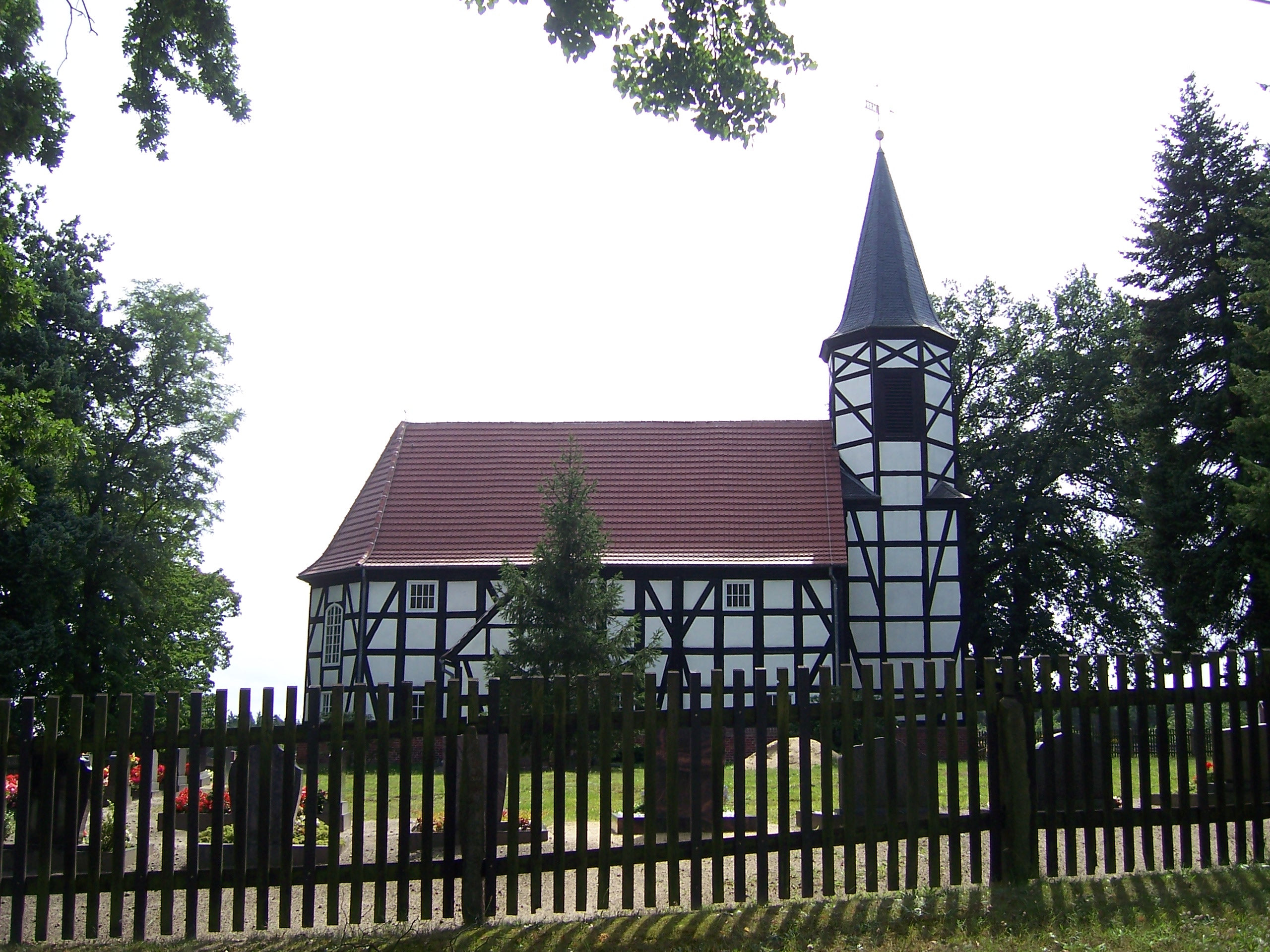
Fachwerkkirche in Spreewitz

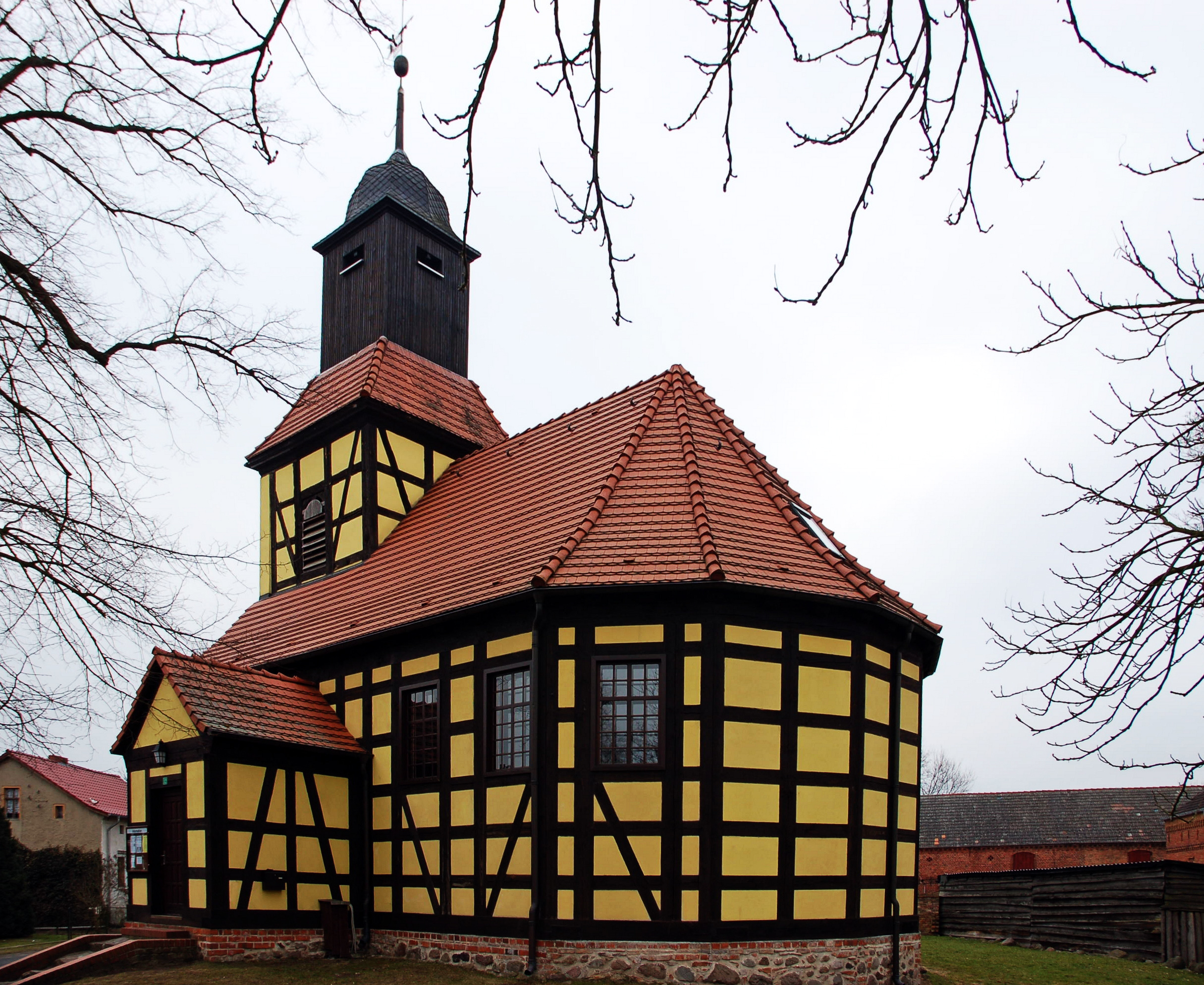
Fachwerkkirche Tuchen, Barnim

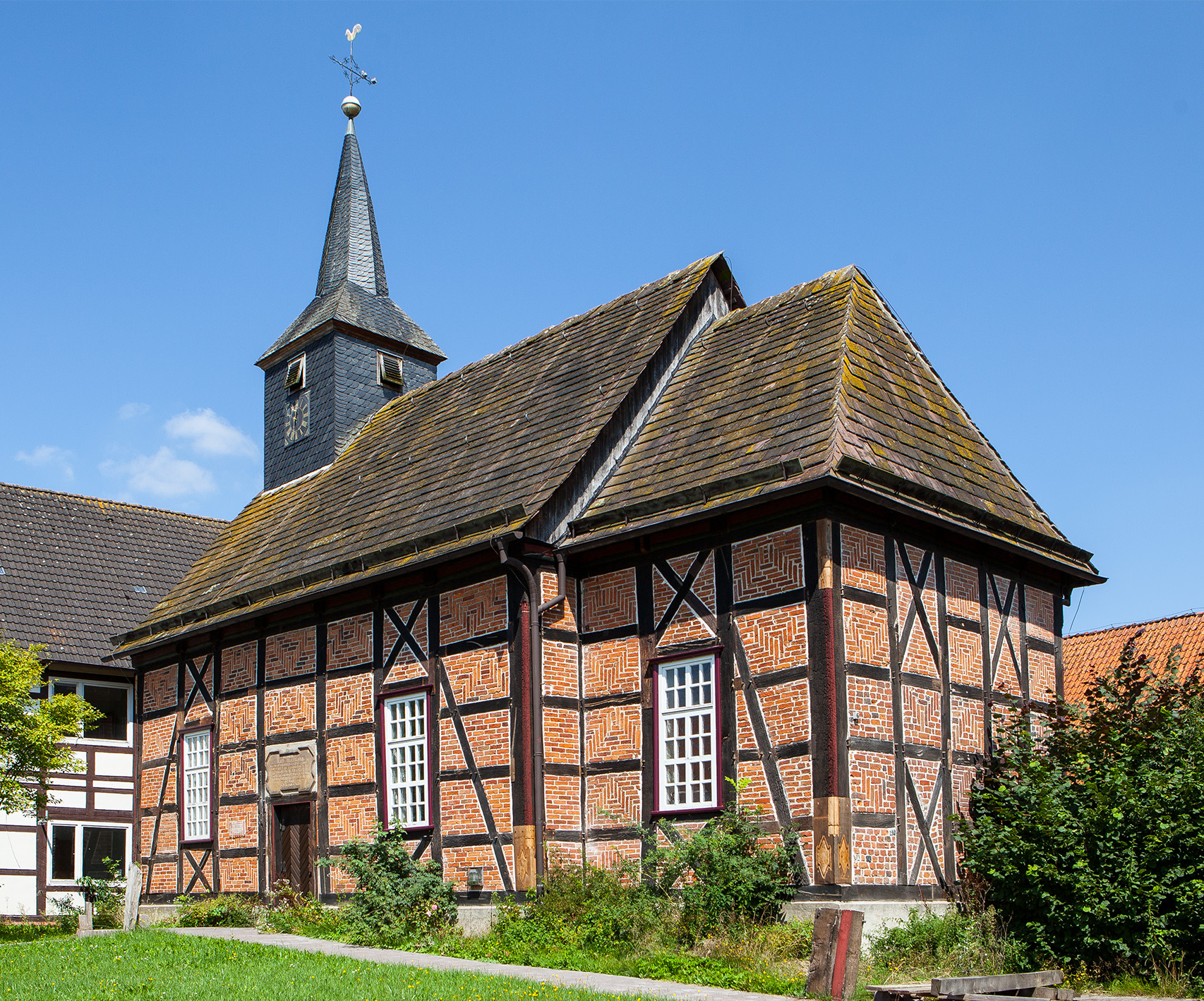
Evangelisch-reformierte Kapelle in Belle (Horn-Bad Meinberg)

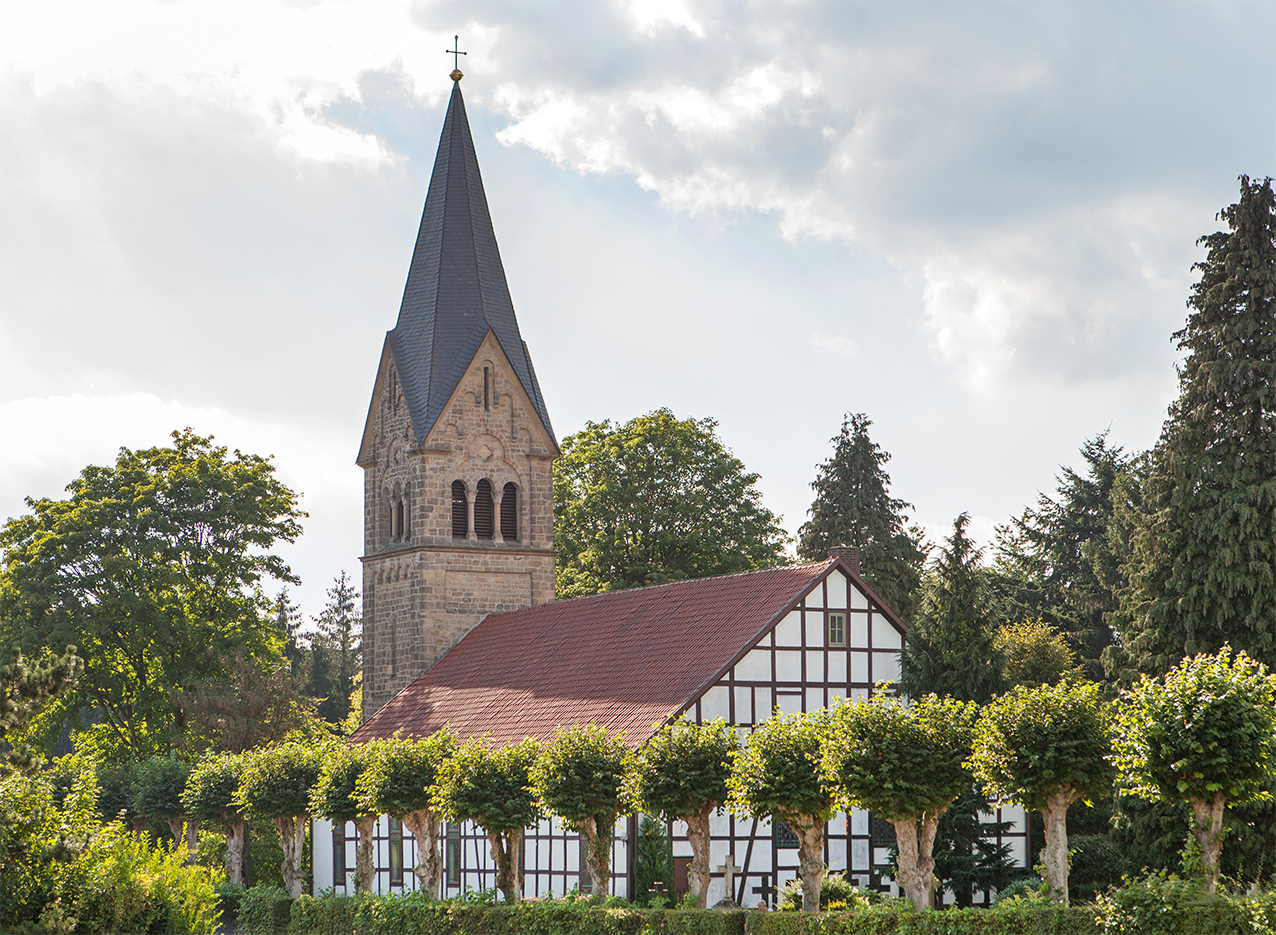
Kirche Bergkirchen (Bad Salzuflen)

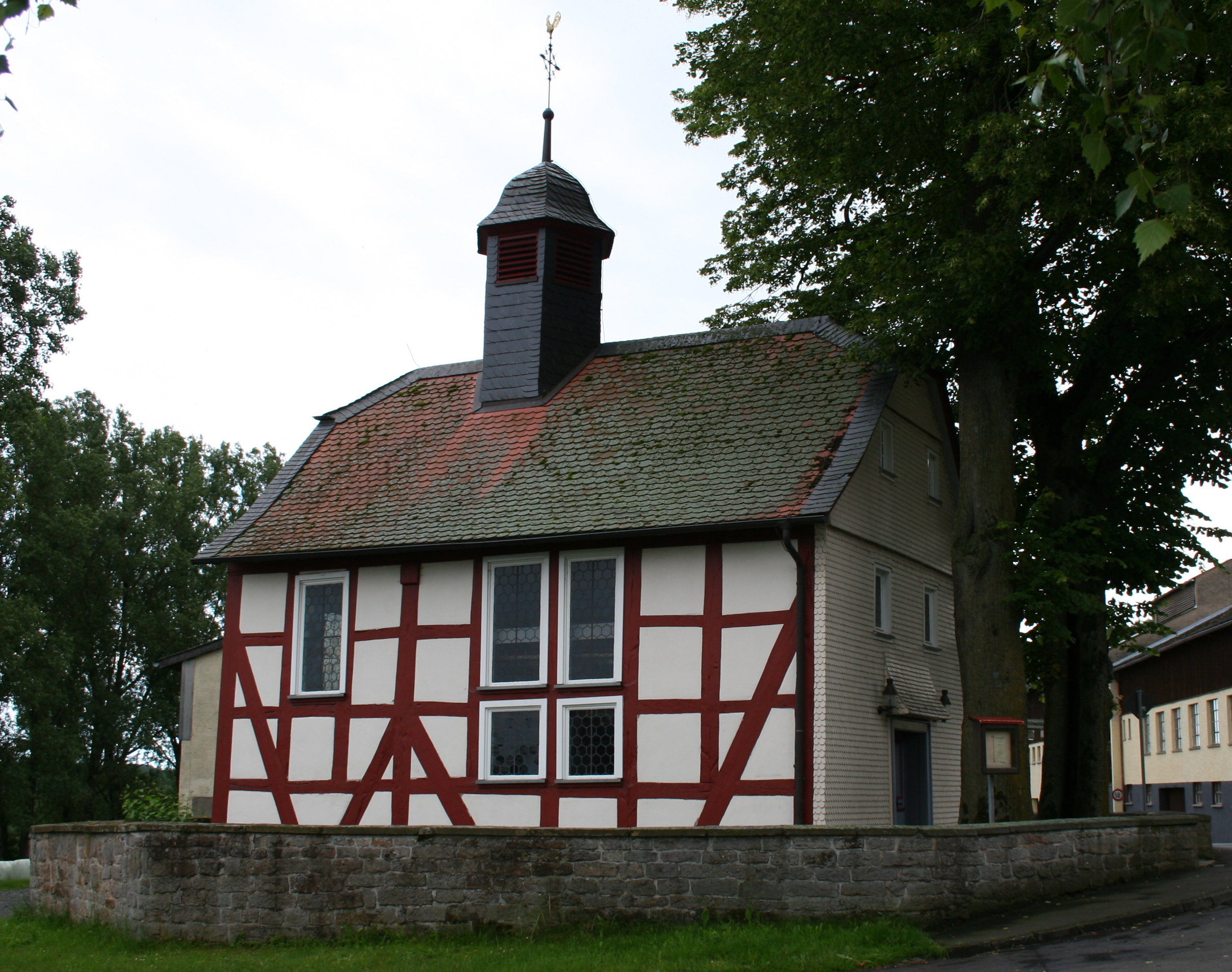
Fachwerkkirche in Rudlos (Vogelsberg)

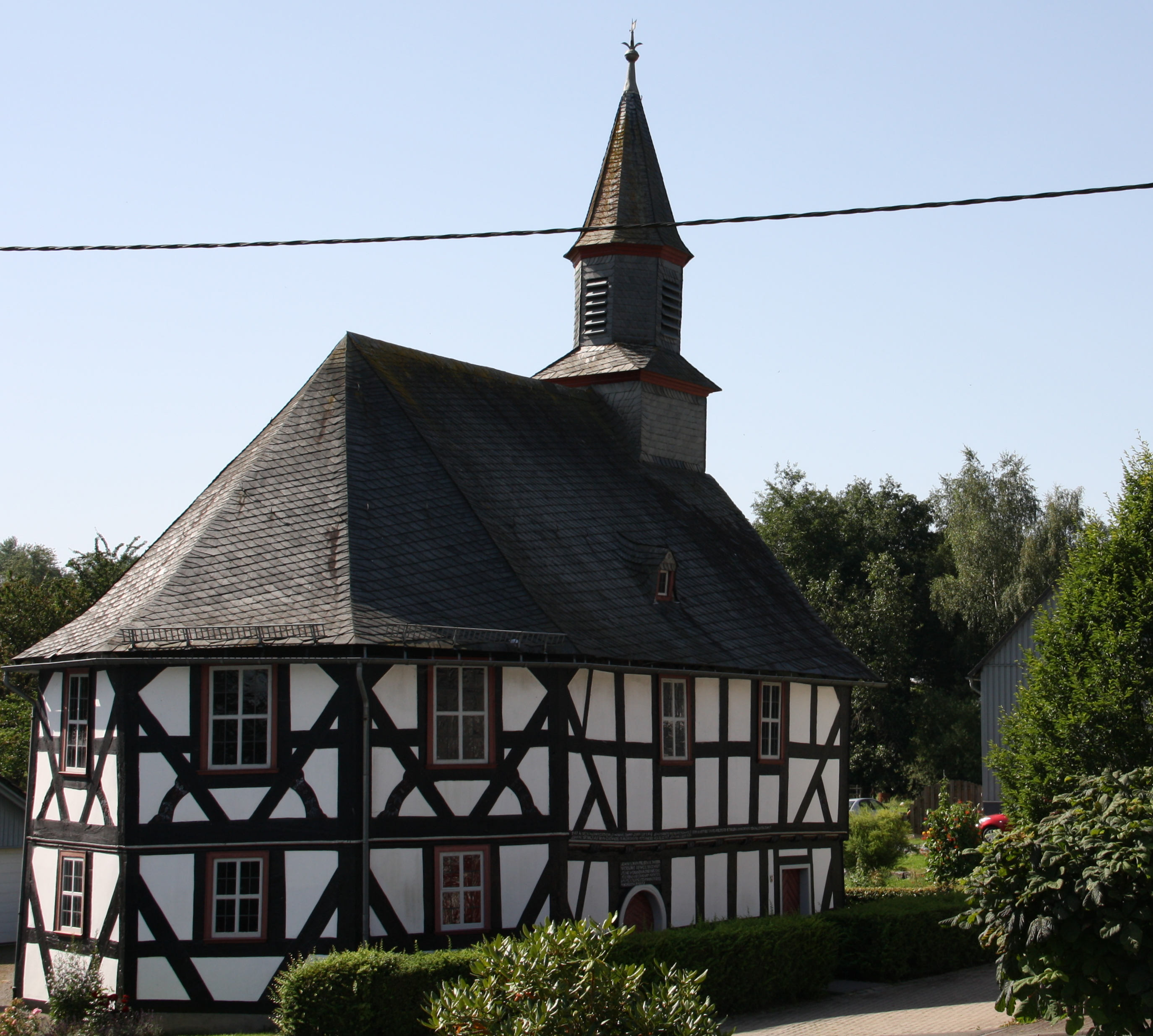
Evangelische Kapelle Sassenhausen

- Allna, Landkreis Marburg-Biedenkopf, Hessen: Evangelische Kirche Allna, erbaut 1782
- Altbarnim, OT der Gemeinde Neutrebbin, Brandenburg
- Alt Placht (Gemeinde Templin-Densow, Landkreis Uckermark), um 1700
- Anraff (OT von Edertal, Landkreis Waldeck-Frankenberg, Hessen), 1827; Fachwerk mit Bruchsteinen ausgemauert
- Armsfeld, Stadtteil von Bad Wildungen: Evangelische Kirche Armsfeld, 1587 erbaut, eine der ältesten in Hessen
- Belle, Ortsteil der Stadt Horn-Bad Meinberg im Kreis Lippe, Nordrhein-Westfalen. Evangelisch-reformierte Kapelle, erbaut 1741.
- Bergkirchen, Stadtteil von Bad Salzuflen, Kreis Lippe, Nordrhein-Westfalen: Evangelische Kirche Bergkirchen, 1850
- Bleidenrod, Stadtteil von Homberg (Ohm), Vogelsbergkreis, Hessen, älteste Fachwerkkirche Oberhessens, um 1510
- Bluno, Gemeinde Elsterheide, Landkreis Bautzen, Sachsen: Kirche Bluno
- Born, Gemeinde Hohenstein, einzige evangelische Fachwerkkirche Westhessens
- Butzbach, Wetteraukreis, ca. 1440; älteste Fachwerkkirche Hessens
- Dannefeld, Altmarkkreis Salzwedel: Dorfkirche Dannefeld, um 1775
- Dedenhausen, Niedersachsen, um 1700
- Dippmannsdorf, Landkreis Potsdam-Mittelmark: Fachwerkkirche Dippmannsdorf
- Dortmund, Fachwerkkapelle, siehe Haus Wischlingen
- Duben, Landkreis Dahme-Spreewald, 17. Jahrhundert; Autobahnkirche
- Eichelsachsen (Vogelsbergkreis, Hessen)[2]
- Ernsthausen (Rauschenberg) (Landkreis Marburg-Biedenkopf, Hessen), 1720
- Exter, Stadtteil von Vlotho, Kreis Herford, Nordrhein-Westfalen: St. Hedwig, 1977–1978 erbaut
- Florshain, Hessen, erbaut 1520
- Frankenhain (Schwalmstadt) (Schwalm-Eder-Kreis, Hessen), 1754 durch Hugenotten
- Fretzdorf, Brandenburg, um 1710
- Grub (Thüringen), Landkreis Hildburghausen: Evangelisch-lutherische Kirche
- Haar, Amt Neuhaus, St.-Nicolai-Kapelle
- Hamburg-Nienstedten, 1751; Nienstedtener Kirche
- Halberstadt, St. Johannis
- Harbshausen, Hessen, Fachwerkkapelle, 1570
- Herleshausen, Ortsteil Holzhausen, Werra-Meißner-Kreis
- Hettensen, Niedersachsen, Kirche Hettensen, 1793
- Hommertshausen (OT von Dautphetal, Landkreis Marburg-Biedenkopf, Hessen), 17. Jh.
- Ilsdorf, Gemeinde Mücke (Vogelsbergkreis, Hessen)
- Kaarßen, St.-Marien-Kirche
- Kernbach (Landkreis Marburg-Biedenkopf, Hessen), Ständerbauweise, 1687
- Kehna (Landkreis Marburg-Biedenkopf, Hessen)
- Klein-Eichen, Stadtteil von Grünberg (Landkreis Marburg-Biedenkopf, Hessen)
- Klein Ilsede (OT von Ilsede, Landkreis Peine, Niedersachsen)
- Krumbach (Schwaben), (Landkreis Günzburg), 1863–1871; Apostelkirche (Krumbach)
- Krusendorf, Amt Neuhaus, Bauernkapelle Krusendorf
- Lauter (Laubach) (Landkreis Gießen), 1773–1779
- Lindenhof (Hatzfeld), Landkreis Waldeck-Frankenberg, Hessen, 1991; umgebaute Scheune; Kirche Lindenhof
- Linsingen (Frielendorf), Knüllgebirge, Hessen
- Luckow: Fachwerkkirche Luckow, Vorpommern
- Magdeburg-Fermersleben: Martin-Gallus-Kirche
- Melgershausen, Hessen, 1727 bis 1729
- Merzdorf, Oberlausitz, 1934 abgerissen
- Michendorf, Potsdam-Mittelmark: Dorfkirche Michendorf
- Mohnhausen, OT der Gemeinde Haina (Kloster) im Landkreis Waldeck-Frankenberg, Hessen
- Nahrendorf, St.-Lamberti-Kirche
- Nammen, OT von Porta Westfalica im Kreis Minden-Lübbecke, Nordrhein-Westfalen; Laurentiuskapelle
- Nexdorf, Landkreis Elbe-Elster
- Nieder-Schleidern, Hessen
- Nieder-Stoll, Vogelsbergkreis
- Oberorke, OT der Gemeinde Vöhl im Landkreis Waldeck-Frankenberg, Hessen
- Pechern, Oberlausitz; Fachwerkkirche Pechern
- Plänitz, Landkreis Ostprignitz-Ruppin, Brandenburg
- Rennertehausen, Hessen, erbaut 1609
- Roddan, Landkreis Prignitz, Brandenburg
- Roßberg (OT von Ebsdorfergrund, Landkreis Marburg-Biedenkopf, Hessen)
- Rudlos, (OT von Lauterbach, Vogelsbergkreis, Hessen)
- Ruppertenrod, Gemeinde Mücke (Vogelsbergkreis, Hessen)
- Saathain, OT der Gemeinde Röderland, Brandenburg
- Sassenhausen (Kreis Siegen-Wittgenstein, Nordrhein-Westfalen)
- Schwanewede (Kreis Osterholz, Niedersachsen)
- Seelbach (Lohra) (Landkreis Marburg-Biedenkopf, Hessen)
- St. Ottilien (Helsa), Landkreis Kassel, 1727 durch Hugenotten
- Schinna, Landkreis Nienburg/Weser, Kloster Schinna (erbaut ca. 1540 als Klosterkirche, entweiht 1886, dann Stall, heute Baudenkmal)
- Schönbach (Kirchhain) (Landkreis Marburg-Biedenkopf, Hessen), (Mitte 15. Jh. oder früher)
- Semlin (Rathenow), Havelland
- Spreewitz, Gemeinde Spreetal, Oberlausitz
- Stuer, Mecklenburgische Seenplatte: Dorfkirche Stuer
- Stumpertenrod, OT von Feldatal, Vogelsbergkreis; größte Fachwerkkirche in Hessen
- Tann (Ludwigsau), OT von Ludwigsau, Landkreis Hersfeld-Rotenburg, Hessen
- Todenhausen (Frielendorf) (Schwalm-Eder-Kreis, Hessen)
- Tripkau, St. Mariä, Niedersachsen
- Tuchen (OT von Breydin, Landkreis Barnim, Brandenburg)
- Tzschelln, Oberlausitz, 1978 gesprengt
- Ützhausen, Vogelsbergkreis
- Unshausen (OT von Wabern (Hessen), Schwalm-Eder-Kreis)
- Vettelschoß, Bernhardskapelle in Rheinland-Pfalz
- Wagenfurth Gemeinde Körle, Hessen, um 1480
- Wartha, Stadtteil von Eisenach: Fachwerkkirche Wartha, 1586, älteste Fachwerkkirche Thüringens
- Werder (Märkisch Linden), Ostprignitz, 1726
- Wermertshausen (OT von Ebsdorfergrund, Landkreis Marburg-Biedenkopf, Hessen)
- Wilhelmsaue (Letschin) (Landkreis Märkisch-Oderland)
- Wolfenbüttel, Niedersachsen; St.-Johannis-Kirche
- Wolferode (Stadtallendorf) (Landkreis Marburg-Biedenkopf, Hessen), 1909
- Worfelden (Landkreis Groß-Gerau, Hessen), erbaut 1696
- Wülferode (Kirchrode-Bemerode-Wülferode, 6. Stadtbezirk von Hannover), 1756; Kapelle Wülferode
- Zaschendorf (OT von Kuhlen-Wendorf, Landkreis Ludwigslust-Parchim, Mecklenburg): Dorfkirche Zaschendorf, 17. Jahrhundert, nach Teileinsturz 1991 wieder aufgebaut

## Frankreich
In der südlichen Champagne, zwischen dem Lac du Der-Chantecoq und den Seen des Forêt d’Orient, gibt es eine Reihe von Fachwerkkirchen (Eglises en pans de bois) aus dem 16. bis 18. Jahrhundert. Die Kirchen stehen ausnahmslos in kleineren Orten, denen zur Bauzeit finanzielle Mittel für einen Steinbau fehlten. Heute gelten die Kirchen als besondere historische Zeugen. Touristisch erschlossen werden sie durch eine „Straße der Fachwerkkirchen“, die einige der Kirchen verbindet.
Zu den Fachwerkkirchen in der Region gehören neben der Kapelle Saint-Jean in Soulaines-Dhuys die Kirchen

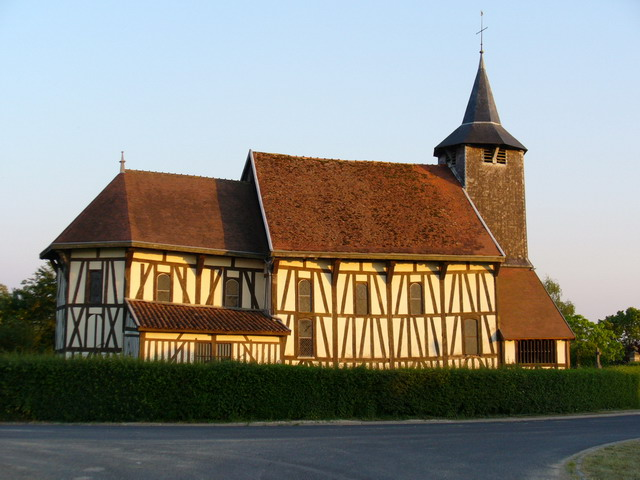
Fachwerkkirche Notre-Dame in Châtillon-sur-Broué

- Exaltation-de-la-Sainte-Croix in Bailly-le-Franc
- Notre-Dame in Châtillon-sur-Broué
- Notre-Dame de l’Assomption in Chauffour-lès-Bailly
- Notre-Dame de l’Assomption in Drosnay
- Saint-Martin in Juzanvigny
- Saint-Jacques-Saint-Philippe in Lentilles
- Saint-Quentin in Mathaux
- Saint-Nicolas in Outines
- Saint-Hubert in Pars-lès-Chavanges
- Saint-Léger in Saint-Léger-sous-Margerie
- Saint-Jean-Baptiste in Morembert
- Saint-Jean-Baptiste in Sainte-Marie-du-Lac-Nuisement
- Saint-Julien-Saint-Blaise in Longsols

## Polen

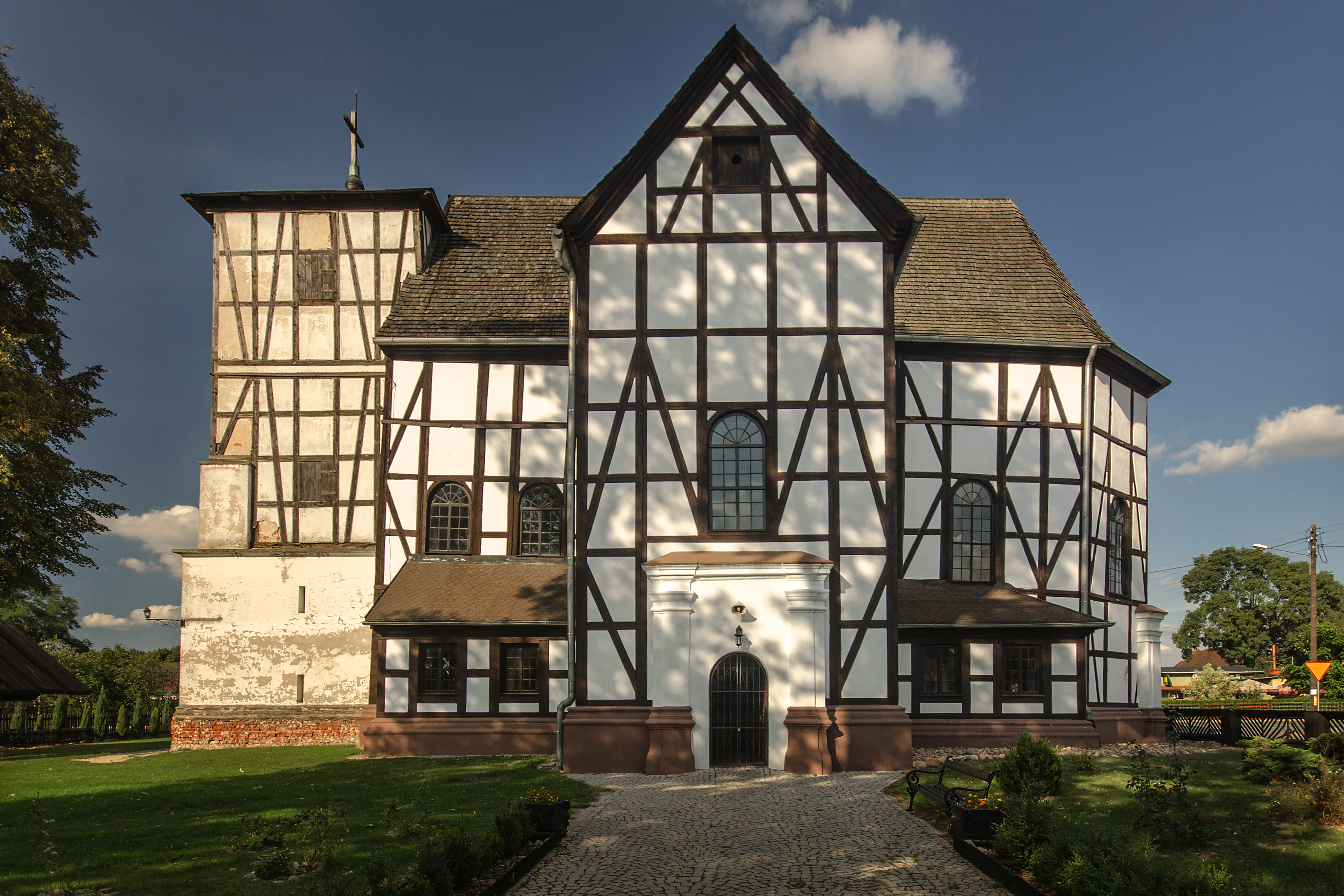
St. Hyazinth in Wierzbica Górna (Würbitz)

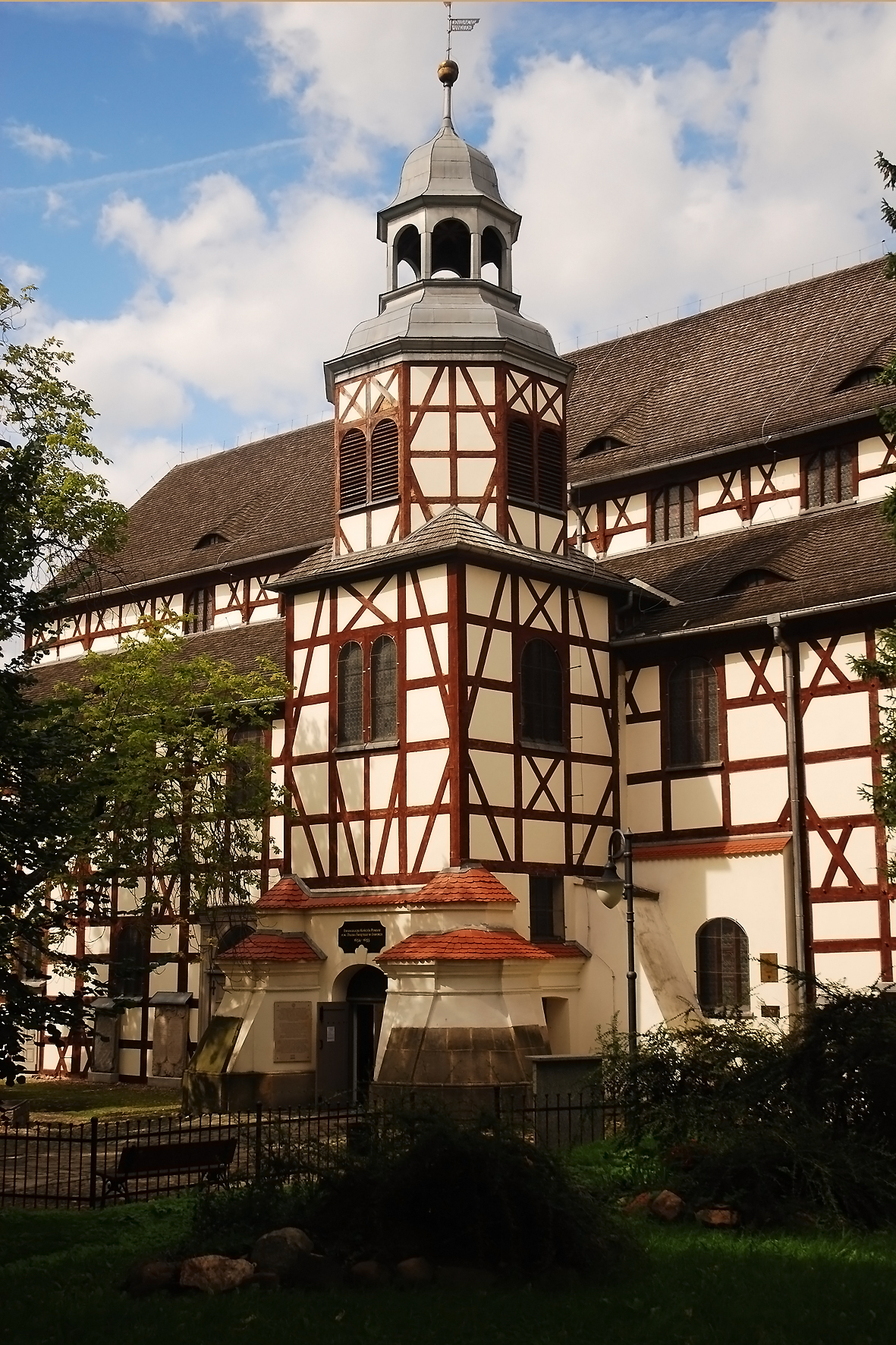
Friedenskirche in Jawor (Jauer)

- St. Johannes der Täufer (Pisz), Masuren (ehem. Ostpreußen)
- Friedenskirche in Jawor (Jauer), Niederschlesien
- Friedenskirche Świdnica (Schweidnitz), Niederschlesien
- Kirche St. Hyazinth in Wierzbica Górna (dt. Würbitz), Oberschlesien
- Stegna (Steegen) an der Danziger Bucht